# Midea
Pour les articles homonymes, voir Midea (métro de Canton).
Midea est une entreprise chinoise spécialisée dans la production d'appareils électroménagers et de climatiseurs. Son siège social est situé à Foshan, dans le Guangdong. Elle est cotée en bourse de Shenzhen.

## Histoire
He Xiangjian (何享健) crée en 1968, avec 5 000 Renminbis (yuans), quelques centaines de dollars, un petit atelier de fabrication de capsules pour bouteilles. Le fondateur transformera cette compagnie en une des plus grandes compagnies privées en Chine.
Après sa production initiale de capsules pour bouteilles, la compagnie commence à produire de l'électroménager, comme des ventilateurs en 1980. En 1985, Midea produit son premier climatiseur, un produit encore au centre de la compagnie. Dans les 15 années qui ont suivi, Midea se lance dans la production de réfrigérateurs, de fours micro-ondes, de fours et d'autres appareils électroménagers pour la maison.
En 2007, la compagnie ouvre sa première unité de production à l'étranger.
En 2011, Midea et Carrier font une fusion au Brésil et construisent 3 bâtiments d'assemblage pour les climatiseurs.
Le 18 septembre 2013, Midea entre sur la bourse de Shenzhen (SZSE 000333).
En mai 2016 (et début 2017) Midea acquiert en plusieurs tranches une large majorité de Kuka — acronyme de Keller und Knappich Augsburg —, entreprise bavaroise pionnière depuis des décennies dans le domaine des robots industriels, avec un premier apport de 4,5 milliards d'euros, deux fois le CA de cette entreprise de 12 000 employés (chiffres de 2014). Les États-Unis s'opposent à cette cession sur leur territoire. Ils imposent que la branche américaine soit immédiatement cédée à AIT après le rachat par la firme chinoise.
En juin 2016, Toshiba vend une participation de 80 % de sa division d'équipement électroménager à Midea.
En avril 2024, les activités chauffages et climatisation d'Arbonia, une entreprise suisse ont été acquis pour 760 millions d'euros par Midea. 

## Projets à l'étranger
Midea se lança dans de grands projets comme la construction des stades pour les jeux olympiques au Brésil. Midea a 60 branches à l'étranger dans des pays comme le Canada, le Brésil, les États-Unis.